# Hof bei Straden
Hof bei Straden est une commune autrichienne du district de Südoststeiermark en Styrie.